# Elisão e evasão fiscal

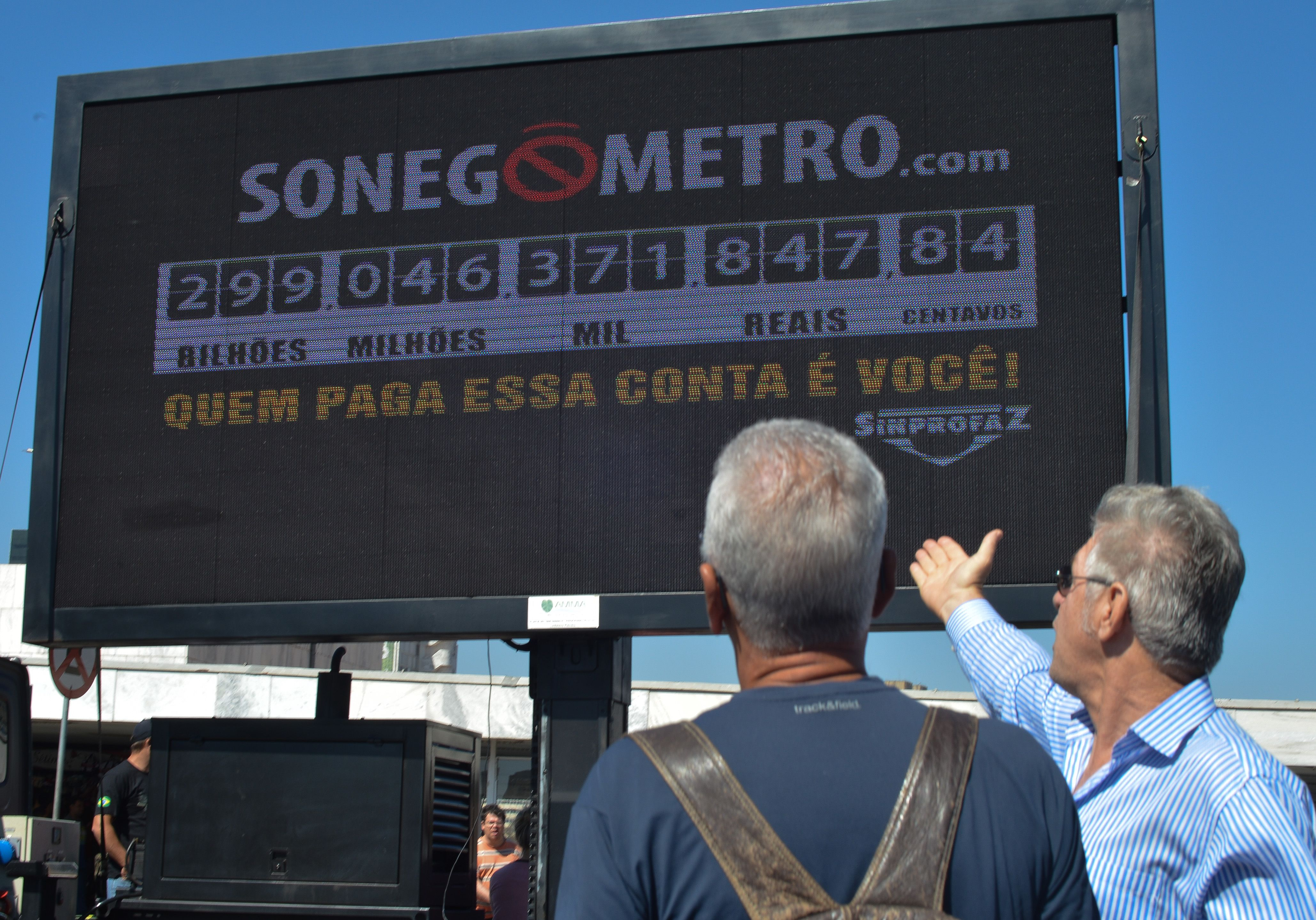
O Sonegômetro, criado pelo Sindicato Nacional de Procuradores da Fazenda, aponta o montante estimado dos impostos sonegados no Brasil (Marcello Casal Jr./Agência Brasil)

Elisão e evasão fiscal são formas de se evitar o pagamento de tributos. Em escala global, Oxfam estima em relatório de 2018 que a classe alta omitiu 7,6 trilhões (em dólares dos Estados Unidos) do fisco.
A evasão fiscal, também conhecida como sonegação fiscal, é o uso de meios ilícitos para evitar o pagamento de taxas, impostos e contribuições. Entre os métodos usados para evadir tributos, estão a omissão de informações, as falsas declarações e a produção de documentos que contenham informações falsas ou distorcidas, como a contratação de notas fiscais, faturas, duplicatas etc.
Já a elisão fiscal configura-se num planejamento que utiliza métodos legais para diminuir o peso da carga tributária num determinado orçamento. Respeitando o ordenamento jurídico, o administrador faz escolhas prévias (antes dos eventos que sofrerão agravo fiscal) que permitem minorar o impacto tributário nos gastos do ente administrado.
Diferentemente da evasão fiscal (onde ocorre o fato gerador do tributo e o contribuinte não paga uma obrigação legal), na elisão fiscal, através do planejamento, evita-se a ocorrência do fato gerador. E, por não ocorrer o fato gerador, o tributo não é devido. Dessa forma, o planejamento não caracteriza ilegalidade, apenas usa-se das regras vigentes para evitar o surgimento de uma obrigação fiscal.
A elisão fiscal é muito utilizada por empresas quando das transferências internacionais de recursos, na busca de conceitos tributários diferentes em países diferentes - de forma a direcionar o tráfego dos valores; assim, pode-se reduzir a carga tributária e fazer chegar,às matrizes, as maiores quantidades possíveis de recursos vindos das filiais. Como as grandes matrizes internacionais encontram-se em países já de mais recursos, as discussões sobre elisão fiscal revestida de legalidade têm, também, adquirido contornos de discussões morais.
Segundo Ives Gandra da Silva Martins e Antônio Roberto Sampaio Dória, a distinção básica entre elisão ou economia de impostos e evasão está na licitude ou ilicitude dos meios empregados pelo indivíduo. Tal citação foi complementada por Marcus Vinícius Lima Francoː "A diferença entre a chamada economia de impostos e a evasão reside na licitude ou ilicitude dos procedimentos ou dos instrumentos adotados pelo indivíduo e por isso poderíamos falar em elisão legal ou elisão ilegal de tributos".

## Espécies de elisão
1. aquela decorrente da própria lei e
2. a que resulta de lacunas e brechas existentes na própria lei.

No caso da elisão decorrente da lei, o próprio dispositivo legal permite ou até mesmo induz a economia de tributos. Existe uma vontade clara e consciente do legislador de dar, ao contribuinte, determinados benefícios fiscais. Os incentivos fiscais são exemplos típicos de elisão induzida por lei, uma vez que o próprio texto legal dá aos seus destinatários determinados benefícios. É o caso, por exemplo, dos Incentivos à Inovação Tecnológica (Lei 11 196/2005).
Já a segunda espécie contempla hipóteses em que o contribuinte opta por configurar seus negócios de tal forma que se harmonizem com um menor ônus tributário, utilizando-se de elementos que a lei não proíbe ou que possibilitem evitar o fato gerador de determinado tributo com elementos da própria lei.
É o caso, por exemplo, de uma empresa de serviços que decide mudar sua sede para determinado município, visando a pagar o imposto sobre serviços de qualquer natureza com uma alíquota mais baixa. A lei não proíbe que os estabelecimentos escolham o lugar onde exercerão atividades, pois os contribuintes possuem liberdade de optar por aqueles mais convenientes a si, mesmo se a definição do local for exclusivamente com objetivos de planejamento fiscal.

## Planejamento tributário
"Planejamento tributário" é uma operação que os contribuintes utilizam para diminuir a carga tributária e pode ser dividido em "planejamento tributário não abusivo" e "planejamento tributário abusivo". Deve-se levar em conta que todas as operações utilizadas deverão estar de acordo com a legislação pois, se assim não for, tratar-se-á de evasão fiscal.
Exemplos de planejamento tributário não abusivo:
A legislação do Imposto de Renda no Brasil oferece, aos contribuintes pessoas jurídicas que se enquadram dentro de determinados parâmetros, como por exemplo renda ou atividade desenvolvida, a opção de determinação de lucro fiscal através do modo presumido ou através do Sistema Integrado de Pagamento de Impostos e Contribuições das Microempresas e Empresas de Pequeno Porte (SIMPLES) (regido pela Lei Complementar 123, de 14 de dezembro de 2006). Para pessoa física, existe a possibilidade de apresentação da Declaração de Ajuste Anual utilizando o modelo completo, onde deve-se demonstrar as deduções ou o modelo simplificado onde presume-se um percentual da renda como despesa dedutível.
Exemplos de planejamento tributário abusivo:
Como citado acima, todas as operações efetuadas estão dentro da legalidade mas são praticadas com quatro "figuras', a saberː simulação, abuso de forma, abuso de direito e fraude à lei.
- Simulação: segundo Marcus Vinicius Lima Franco, "simulação se traduz pela falta de correspondência entre o negócio que as partes realmente estão praticando e aquele que elas formalizam. Em outras palavras, o negócio jurídico simulado é aquele que cria uma aparência querida pelas partes. É uma aparência que se cria, com a finalidade de apenas criá-la, sem se querer ocultar algo que realmente se deseja (simulação absoluta), ou então se cria essa aparência para ocultar o que realmente se deseja (simulação relativa)."[5]

Como exemplo de simulação, podemos citar uma operação onde as partes querem realizar uma compra e venda mas efetivam (simulam) uma doação e deste modo ocultam o pagamento.
- Abuso de forma: segundo Marcus Vinicius Lima Franco, "a teoria do abuso de forma está calcada na utilização de forma jurídica 'atípica' ou 'não comum' para realização de negócio jurídico visando a menor incidência fiscal. Em suma, o abuso de forma poderia ser traduzido como a utilização de forma jurídica não correspondente ao resultado econômico desejado."[5]

Como exemplo de abuso de forma, podemos citar a conhecida operação "casa e separa" na qual duas pessoas jurídicas simulam uma fusão onde uma pessoa jurídica entra com o patrimônio total ou parcial e a outra pessoa jurídica entra com o capital. Posteriormente e em curto espaço de tempo, realizam uma cisão onde a pessoa jurídica que entrou com o patrimônio sai com o capital e vice-versa. Neste caso, o que se queria, na realidade, era a venda de parte do patrimônio (ou todo ele) de uma pessoa para outra.
- Abuso de direito: segundo Marcus Vinicius Lima Franco, "o abuso de direito pode ser definido como sendo o exercício egoístico, sem motivos legítimos, com excessos intencionais ou voluntários, dolosos ou culposos, nocivos a outrem, contrário ao critério econômico e social do direito em geral."[5]

Como exemplo de abuso de direito, podemos citar a horizontalização de empresas. Tal operação consiste em criar diversas empresas dentro de uma única, com o objetivo exclusivo de diluir o faturamento global em diversas pessoas jurídicas e, deste modo, poder optar pela apuração do lucro fiscal de modo presumido ou utilizar a sistemática do SIMPLES.
- Fraude à lei: segundo Marcus Vinicius Lima Franco, "uma figura jurídica conexa à simulação, ao abuso de forma e ao abuso de direito é a fraude à lei. Há uma enorme diferença entre negócio jurídico simulado e o negocio jurídico praticado em fraude à lei. Na simulação, o negócio é apenas aparente, enquanto que, na fraude à lei, é querido ostensivamente pela partes com o objetivo de iludir a lei e conseguir o fim proibido por caminho indireto."[5]

Como exemplo de fraude à lei, podemos citar a operação onde, para pagar menos imposto, determinada pessoa, ao revés de vender o bem, preferiu fazer contrato de locação, de tal forma que, no prazo previsto, os aluguéis chegariam aproximadamente ao mesmo valor da venda, sujeitando-se a imposto menor; ao adquirente, era garantida a preferência para a aquisição do bem por preço determinado ao fim do contrato. Quer dizer: o ato praticado era lícito, mas se utilizou, para qualificar o negócio, uma norma de cobertura que não lhe era adequada. Houve o desencontro entre a intentio facti e a intentio juris.
Devemos destacar que, segundo Marco Aurélio Grecco, "as figuras de abuso do direito e da fraude à lei em matéria tributária não tem aplicação no direito brasileiro, enquanto não sobrevier lei expressa neste sentido, pois o princípio da legalidade assim determina".
Já segundo Marcus Vinicius Lima Franco, "a conjunção dos artigos, 166, incisos III e IV, 167, 168, 186, 187, 421 e 422 do novo Código Civil Brasileiro (Lei 10 406, de 10 de janeiro de 2002) e por ser a lei tributária uma lei imperativa, forçoso é concluir, após todas as considerações expendidas, que a figura da fraude à lei é plenamente aplicável à matéria tributária, nos termos e limites positivados pelo Código Tributário Nacional (artigo 116, parágrafo único) e pelo atual Código Civil".

## Formas de evitar a evasão fiscal
No Brasil, alguns estados da federação adotam medidas junto a população para conter a evasão fiscal por parte das empresas.
O Estado de São Paulo adotou a Nota Fiscal Paulista, em 2007, que é um programa que gera créditos aos consumidores que solicitam a Nota fiscal eletrônica em suas compras, junto aos estabelecimentos comerciais do estado. No momento da emissão da nota, os ERP´s enviam os dados do consumidor para o sistema de controle do governo, que garantem que o consumidor possa ter um retorno de seus impostos na forma de prêmios ou créditos no pagamentos de seus próprios impostos (como IPVA). Com isso, o faturamento estadual de tributos tendem a aumentar.  Algumas cidades brasileiras também adotam o mesmo sistema, beneficiando os contribuintes com descontos nos pagamentos de seus IPTU´s, quando exigem a emissão de notas fiscais em empresas do Setor terciário, ou de serviços, onde o município recolhe o ISS.
O Estado do Paraná adota medidas de evasão fiscal desde a década de 1950. Em 1959, o governo estadual lançou a campanha “Seu Talão Vale Um Milhão” que consistia na troca de cupons fiscais que somavam 5 mil cruzeiros, por cupons que dariam direito ao consumidor de concorrer a sorteio de prêmios. Neste programa, o primeiro sorteio foi realizado em novembro de 1959, no Teatro Guaíra. Em 1979, o governo relançou o programa de incentivo ao combate a evasão fiscal, quando o consumidor trocava suas notas fiscais por figurinhas do personagem palhaço Zequinha (notório personagem da cultura local). Estas figurinhas eram coladas em um Álbum de cromos e os álbuns, trocados por cupons para concorrer a prêmios sorteados. Em 2015, o governo paranaense lançou um programa similar ao "Nota Fiscal Paulista", que é o "Nota Paraná", nos mesmos critérios do paulista.